# Fissidens palmifolius
Fissidens palmifolius är en bladmossart som beskrevs av Brotherus 1901. Fissidens palmifolius ingår i släktet fickmossor, och familjen Fissidentaceae. Inga underarter finns listade i Catalogue of Life.